# Hirsau
Hirsau, bis 1975 eine eigenständige Gemeinde, ist seither ein Stadtteil der Großen Kreisstadt Calw im nördlichen Schwarzwald. Hirsau hat 2191 Einwohner und ist überwiegend touristisch geprägt.

## Geographie
Der württembergische Luftkurort liegt im Nordschwarzwald, etwa zwei Kilometer nördlich der Kernstadt Calw im tief eingeschnittenen Nagoldtal (zwischen 330 m bei St. Aurelius, 560 m bei der Landesklinik). Im Hirsauer Kurpark mündet der Tälesbach, der durch ein Seitental östlich des Calwer Stadtteils fließt. Auf der gegenüberliegenden, westlichen Nagoldtalseite befindet sich das Seitental des Schweinbachs, der ebenfalls in Hirsau in die Nagold mündet. Nördlich von Hirsau befindet sich die Bruderhöhle.

## Geschichte

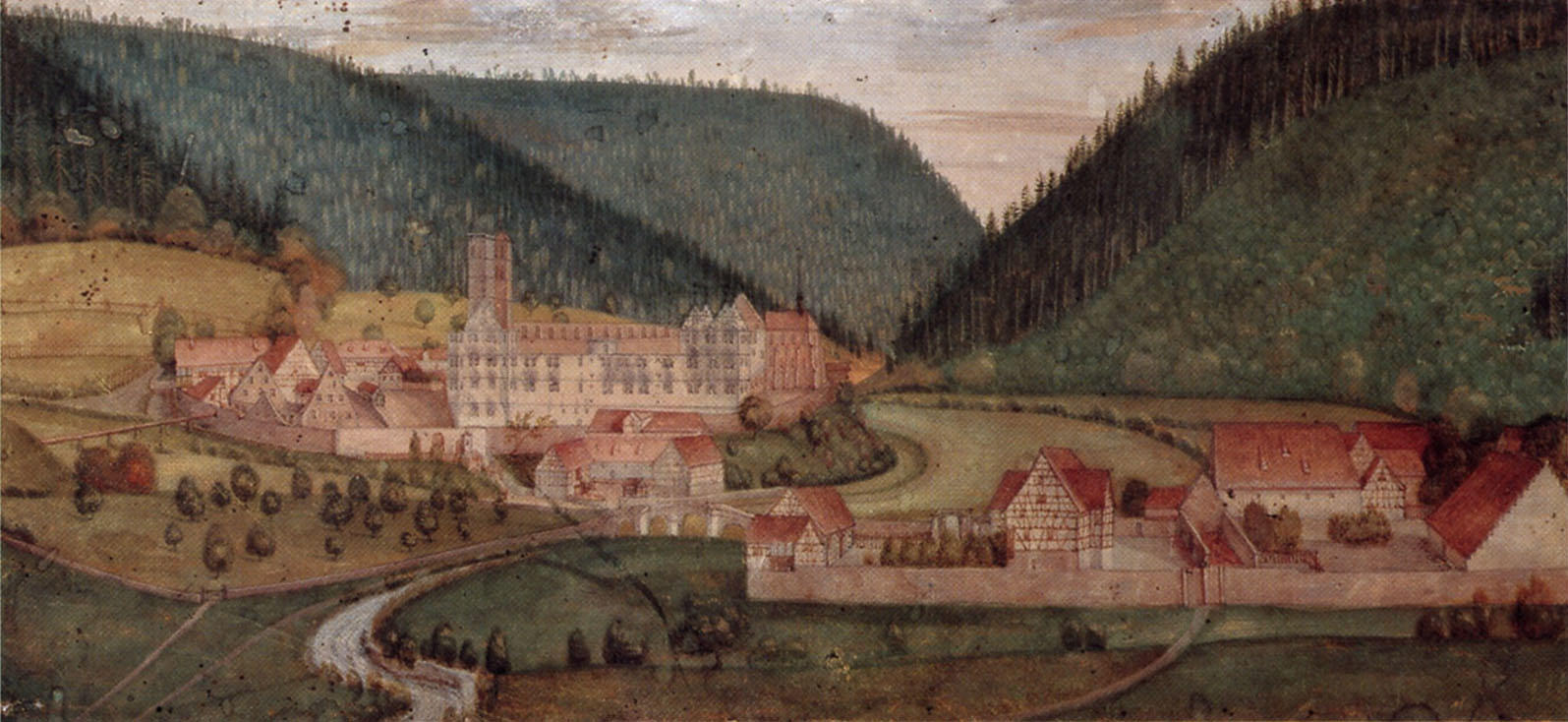
Hirsau nach der Zerstörung im Jahr 1692: Gesamtansicht von Süden. Im Vordergrund rechts das Aureliuskloster, auf der Anhöhe links das Peterskloster (Aquarell)

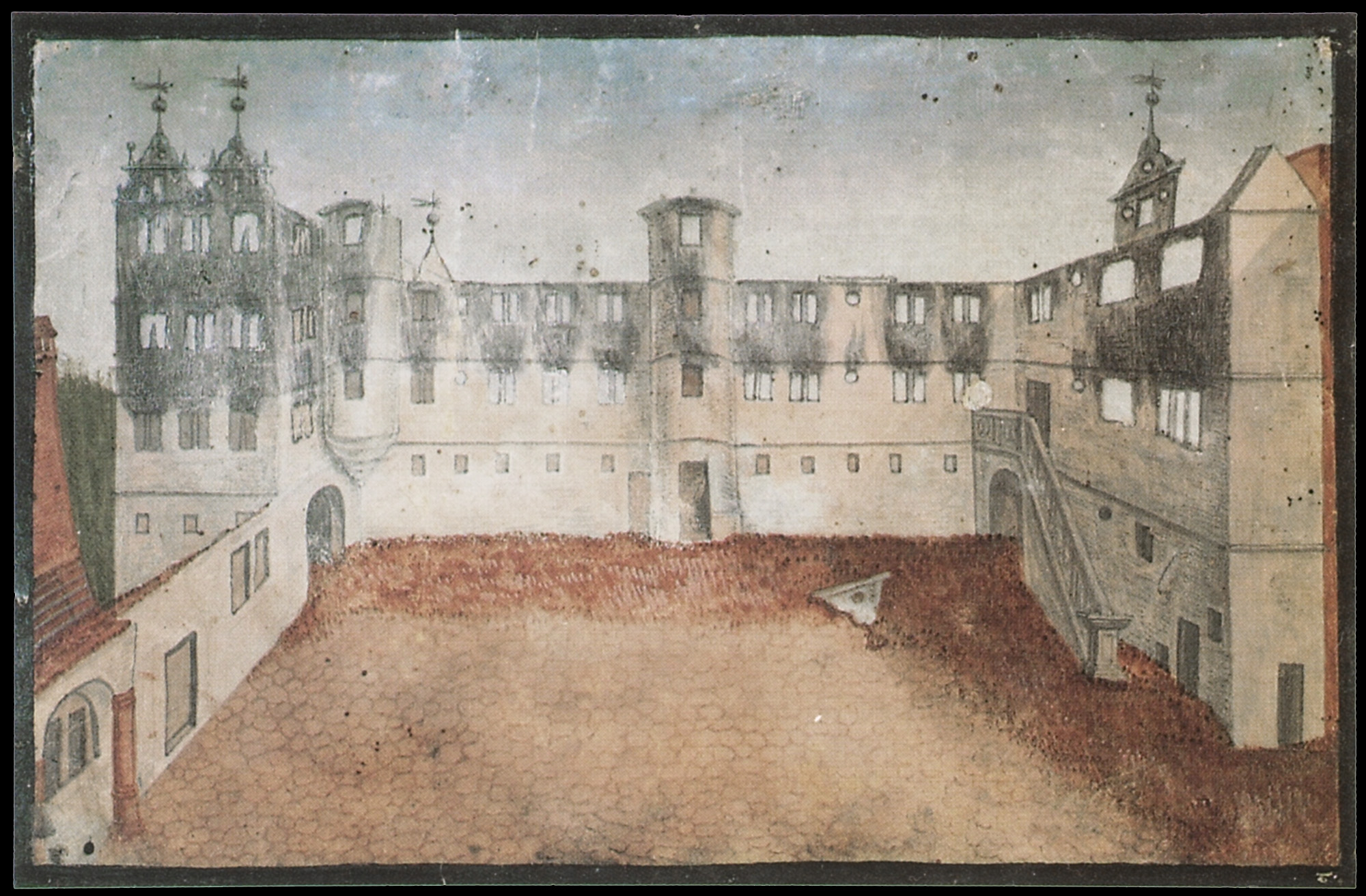
Schloss Hirsau, Ruinen, 1692

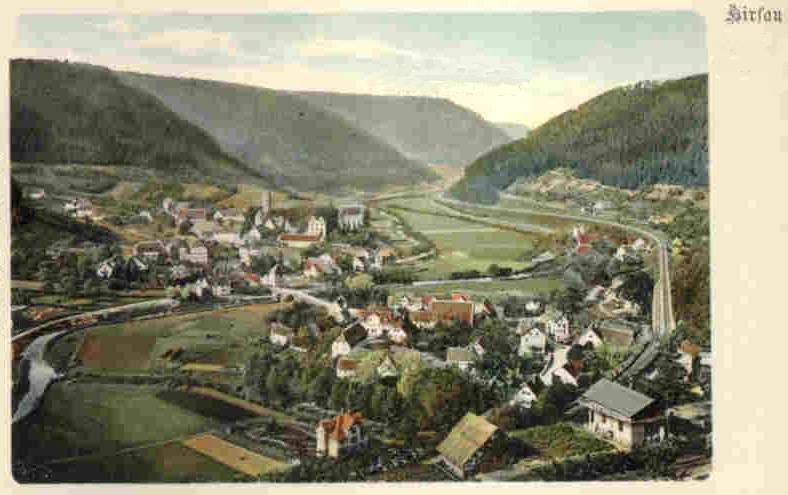
Hirsau 1907

Die wesentliche Rolle für die Geschichte des Ortes Hirsau spielte das Kloster Hirsau, an dem sich der gleichnamige Ort bildete. Oberhalb des Flusses Nagold entstanden 1082 bis 1091 das damals größte deutsche Kloster und der größte romanische Kirchenbau Deutschlands, eine dreischiffige, fast 100 Meter lange Basilika mit zwei Westtürmen, die um 1120 fertiggestellt wurden. Das Kloster war der wichtigste deutsche Stützpunkt der klösterlichen Erneuerungsbewegung, die im Mittelalter vom französischen Kloster Cluny ausging.
1556 wurde das Kloster nach der Reformation eine evangelische Klosterschule. Württembergs Herzöge ließen zudem 1586–1592 ein dreiflügeliges Renaissance-Schloss auf dem Klostergelände errichten.

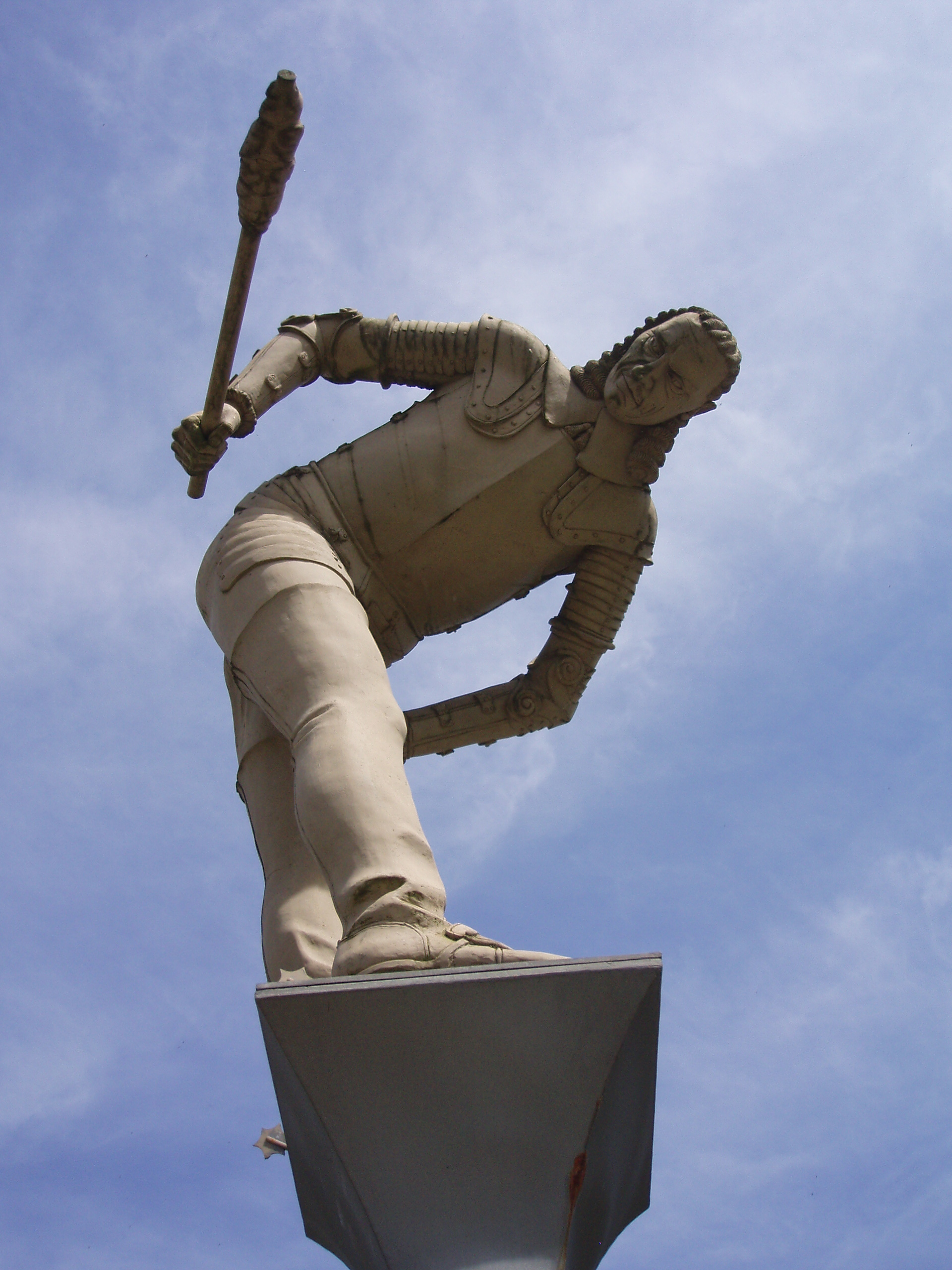
Der französische General Mélac mit Brandfackel, Brückenfigur von Peter Lenk

1692 wurden im Pfälzischen Erbfolgekrieg die mächtige Klosterkirche, die Klosterschule und das Schloss von französischen Truppen unter dem Kommando von General Mélac in Brand gesteckt und damit zerstört. Danach wurden die Steine der Ruinen als Material für andere Gebäude genutzt. Diese weitergehende Zerstörung wurde erst 1808 durch ein Dekret des Königs von Württemberg beendet.
Das Gebiet des Klosters Hirsau wurde bis 1807 vom Klosteramt Hirsau verwaltet, das dann mit dem Oberamt Calw vereinigt wurde. 1830 wurde eine eigenständige Gemeinde Hirsau innerhalb des Oberamts Calw gebildet.

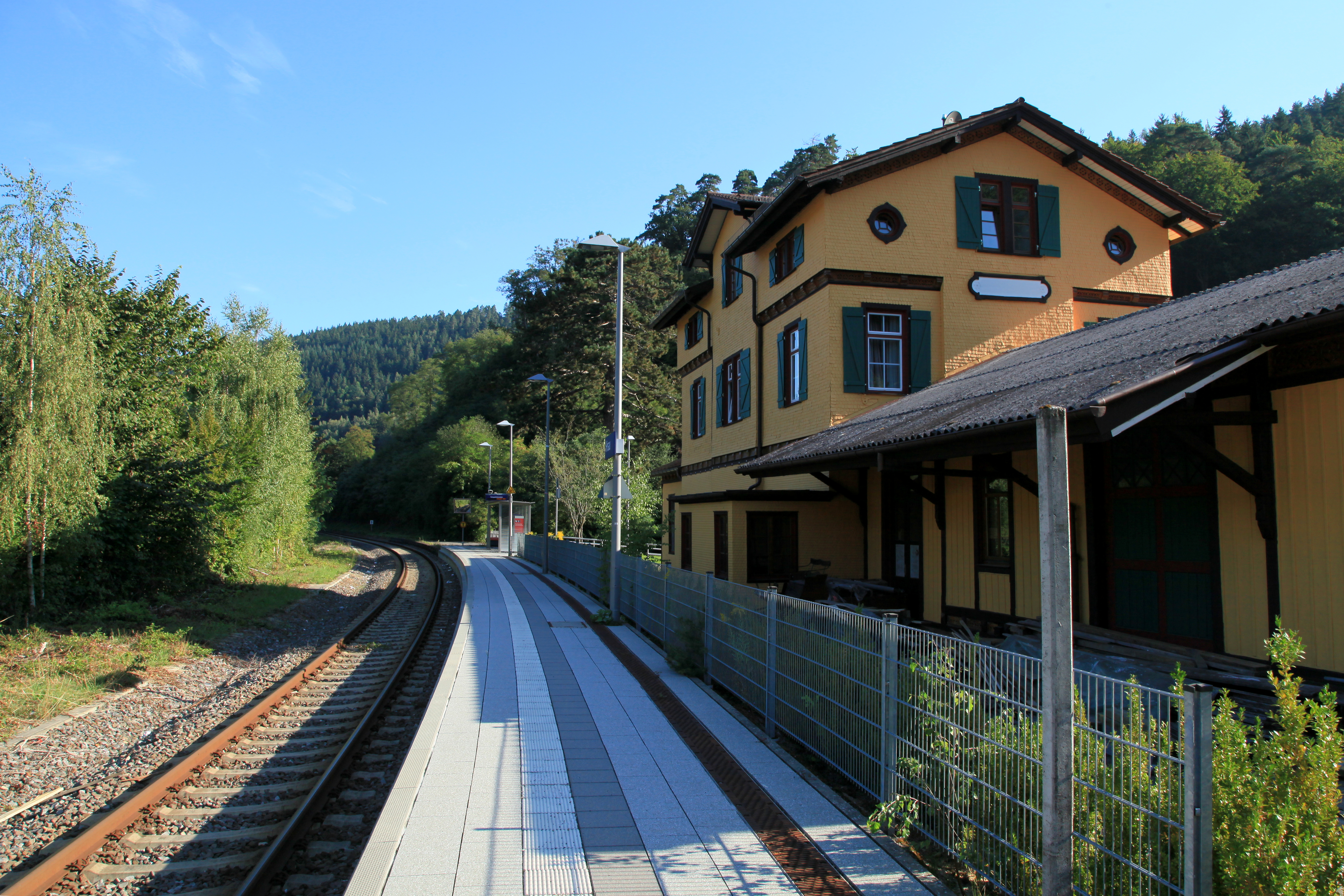
Haltepunkt Hirsau mit ehemaligem Bahnhofsgebäude (heute Privatbesitz)

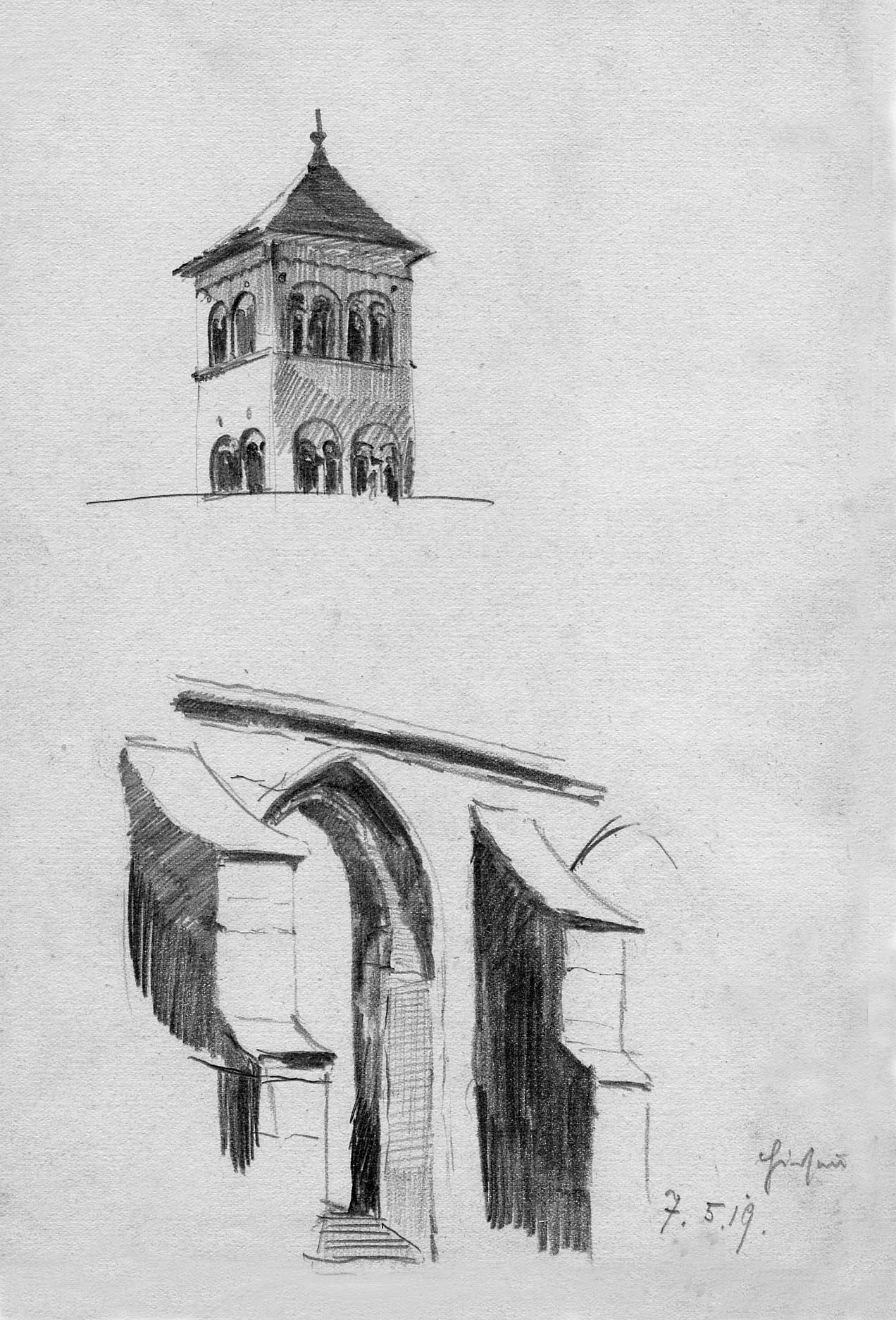
Nach der Wirklichkeit angefertigte Bleistiftskizzen vom 7. Mai 1919: Eulenturm und Kreuzgang

1874 erfolgte der Anschluss an die Nagoldtalbahn, der dem Ort Anbindungen in Richtung Pforzheim und Horb bescherte, außerdem konnte man ab Calw, eine Station südlich von Hirsau, mit der Württembergischen Schwarzwaldbahn Richtung Stuttgart fahren.
1956 wurde St. Aurelius nach Restaurierungsarbeiten als katholische Gemeindekirche neu geweiht. St. Aurelius war das zweite und ältere Kloster in Hirsau, dessen Ursprünge auf den Beginn des 9. Jahrhunderts zurückgehen.
1968 begann die Erschließung der westlichen Anhöhe für den Bau der Landesklinik Nordschwarzwald, heute Klinikum Nordschwarzwald. Die Einrichtung nahm ihren Betrieb 1975 auf.
Im Zuge der Gemeindereform wurde die Gemeinde Hirsau zum 1. Januar 1975 mit der Stadt Calw zur Stadt Calw-Hirsau vereinigt. Doch bereits mit Wirkung vom 1. Januar 1976 wurde die neue Stadt in Stadt Calw umbenannt.

## Sehenswürdigkeiten
- Kloster Hirsau

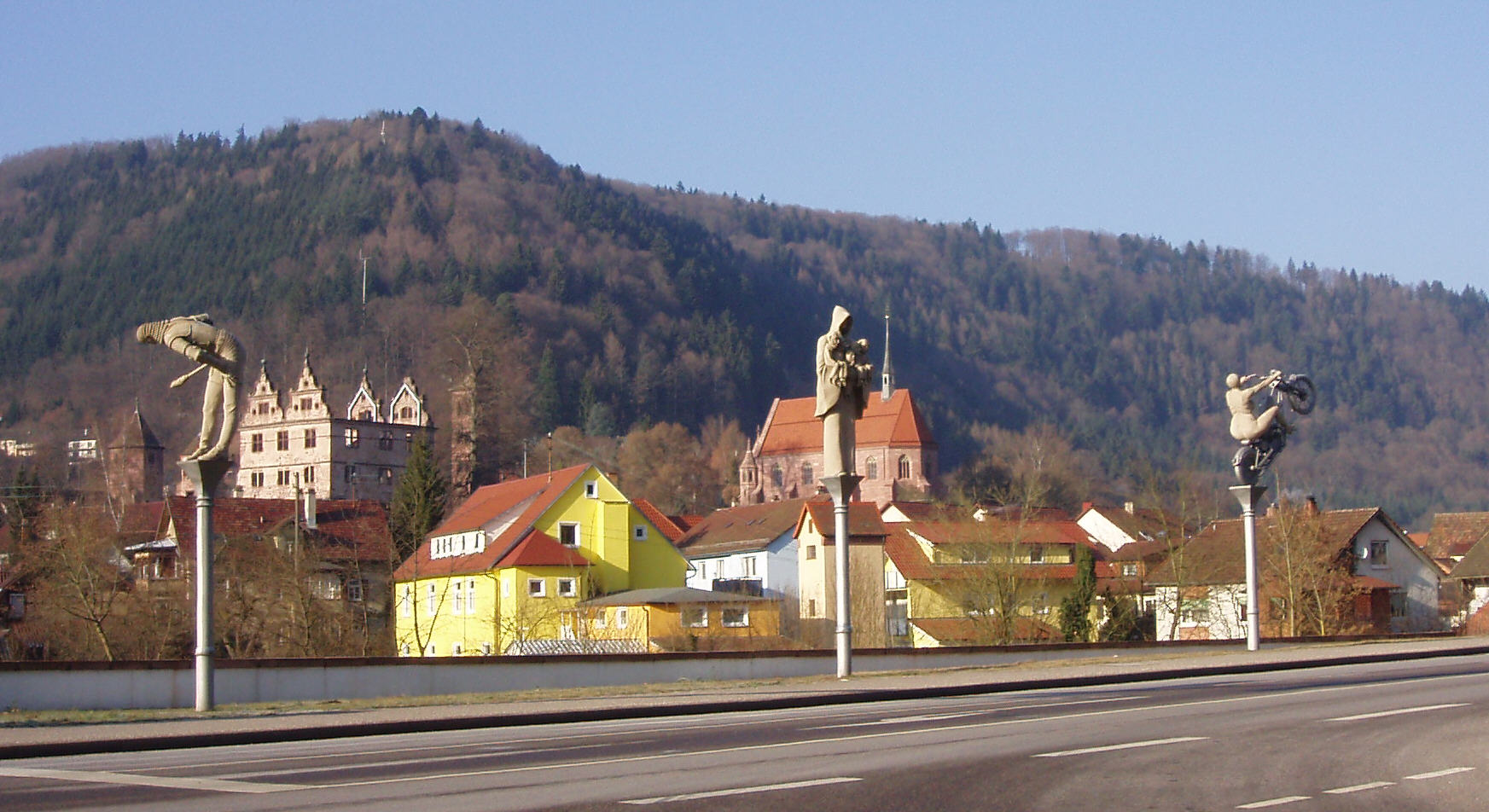
Brückenfiguren von Peter Lenk und Ruinen in Hirsau

- Ruine Kloster St. Peter und Paul mit Kreuzgang
- Ruine des Jagdschlosses
- St. Aurelius-Kirche (rechts der Nagold)
- Brückenfiguren von Peter Lenk an der B 463: Melac, Abt Wilhelm und eine Rockerbraut

## Öffentliche Einrichtungen
Es gibt einen Kurpark mit Kursaal als Veranstaltungsort sowie einen Minigolfplatz. Im Ortskern befindet sich das alte Rathaus, in dem die Verwaltung des Ortsteils, eine Leihbücherei und die Freiwillige Feuerwehr Calw, Abteilung Hirsau untergebracht sind. Unweit des Klosters existiert seit 1970 ein dreieinhalb Hektar großes Wildgehege für Rothirsche. 
Hirsau hat zwei Sportvereine. Der VfR Hirsau ist ein Fußballverein mit einem größeren Sportplatz. Der TSV Hirsau bietet unter anderem Handball, Tennis, Tischtennis und Turnen an.
Hirsau hat eine Grundschule.
In Höhenlage Richtung Oberreichenbach liegt das Zentrum für Psychiatrie Calw – Klinikum Nordschwarzwald.

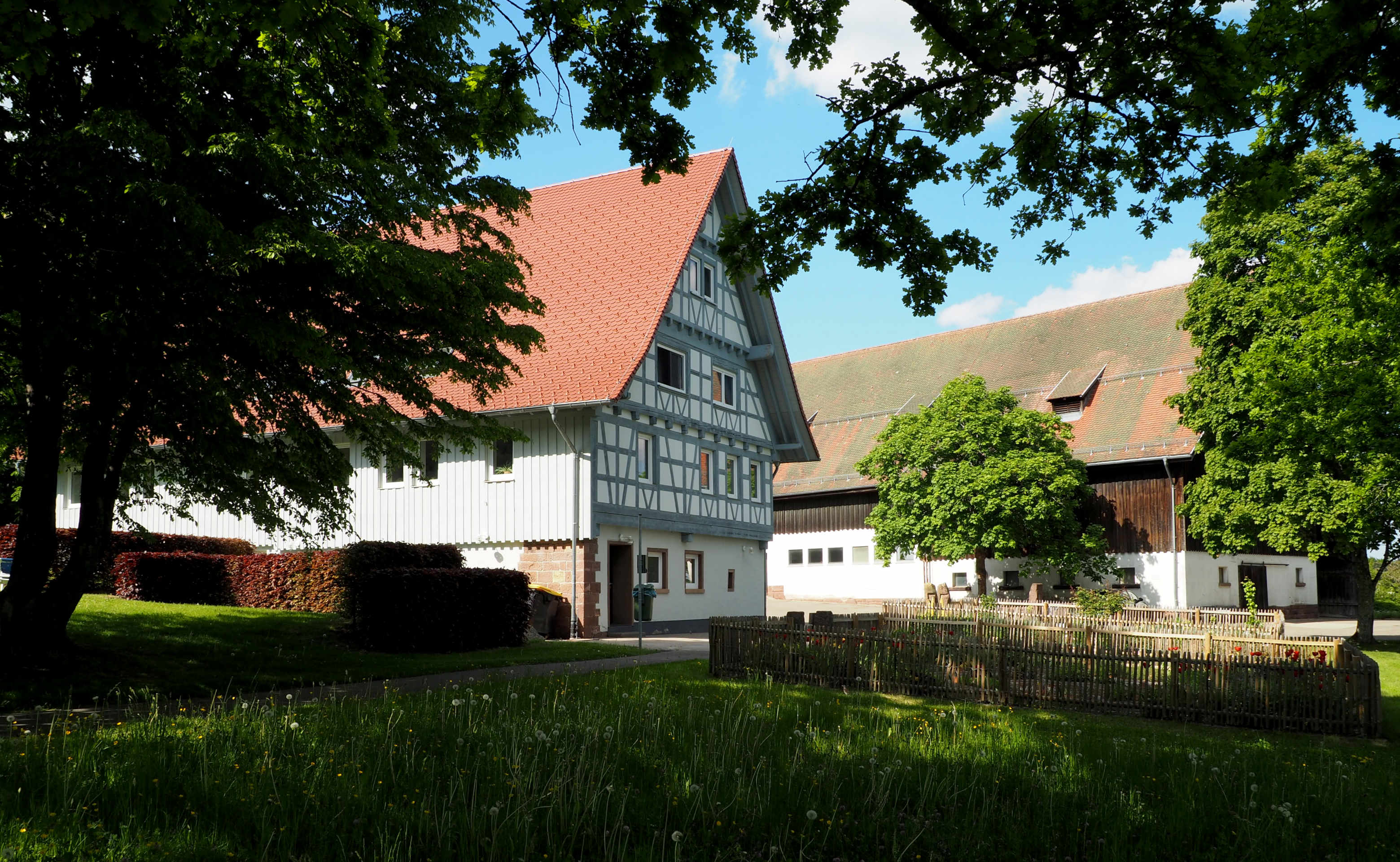
Ehemalige Staatsdomäne Lützenhardter Hof, jetzt Teil des Klinikums

## Religion
- Die evangelischen Christen in Hirsau bilden eine evangelische Kirchengemeinde[2] im Kirchenbezirk Calw-Nagold mit Gottesdiensten in der Marienkapelle des ehemaligen Klosterareals. Diese blieb als einziges Gebäude beim großen Klosterbrand von 1692 unversehrt. Wenig später wurde dieses Schmuckstück spätgotischer Architektur evangelische Gemeindekirche. Im Obergeschoss hatte sich die Klosterbibliothek befunden. 1888–1892 überarbeitete der württembergische Oberbaurat Karl von Sauter die Marienkapelle im neugotischen Stil. Westwerk, Netzgewölbe und Farbgebung stammen aus dieser Zeit, auch Reste der damaligen Farbverglasung sind im Portal-Tympanon erhalten. Der Glaskünstler Wolf-Dieter Kohler schuf 1970 die drei Chorfenster (links: Geburt und Passion Christi; rechts: Auferstehung und Himmelfahrt; Mitte: der in den Himmel erhöhte, richtende und kommende Herr). Das Chor-Nordfenster von ungefähr 1920 zum Gefallenen-Gedenken 1914/18 hat die Stuttgarter Künstlerin Käte Schaller-Härlin entworfen, die 1917 ihren kurz zuvor geheirateten Ehemann im Krieg verloren hatte.
- Die katholischen Christen gehören zur Seelsorgeeinheit Calw-Bad Liebenzell mit Gottesdiensten in der Aureliuskirche.
- In der Nähe des Bahnhofs unterhält die Türkisch-Islamische Union (Ditib) eine Moschee.
- In Hirsau sind zudem zwei überörtliche Freikirchen ansässig, die Gemeinde Gottes und die Immanuel-Gemeinde Calw.

## Persönlichkeiten

### Ehrenbürger
- Karl Greiner (1882–1971), deutscher Heimatforscher aus Hirsau
- Adolf Hitler (1889–1945), deutscher Reichskanzler (siehe hierzu Adolf Hitler als Ehrenbürger aberkannt !)
- Carl Römer (1865–1934), Arzt, Sanitätsrat und Leiter vom Sanatorium Hirsau für innere und Nervenkranke in Hirsau, Vorgänger von Helmuth Römer[3]

### Söhne und Töchter der Stadt
- Christian Eberhard Weißmann (1677–1747), evangelischer Theologe und Hochschullehrer
- Andrea Tippel (1945–2012), Zeichnerin

### Personen, die mit Hirsau in Verbindung stehen
- Abt Wilhelm von Hirsau, (um 1030–1091)
- Konrad von Hirsau, (um 1070–1150)